# مهارت‌های حرکتی
در عصب‌شناسی، به مجموعه حرکت‌هایی که با هم ترکیب شده تا یک حرکت بهینه و هماهنگ همچون بالا بردن دست را به وجود آورند مهارت‌های حرکتی گفته می‌شود.